# Brayden Burke
Brayden Burke (* 1. Januar 1997 in Edmonton, Alberta) ist ein kanadischer Eishockeyspieler, der seit Juli 2025 bei den Glasgow Clan aus der britischen Elite Ice Hockey League (EIHL) unter Vertrag steht und dort auf der Position des linken Flügelstürmers spielt. Zuvor absolvierte Burke unter anderem über 200 Spiele in der American Hockey League (AHL) und war für die Iserlohn Roosters in der Deutschen Eishockey Liga (DEL) aktiv.

## Karriere

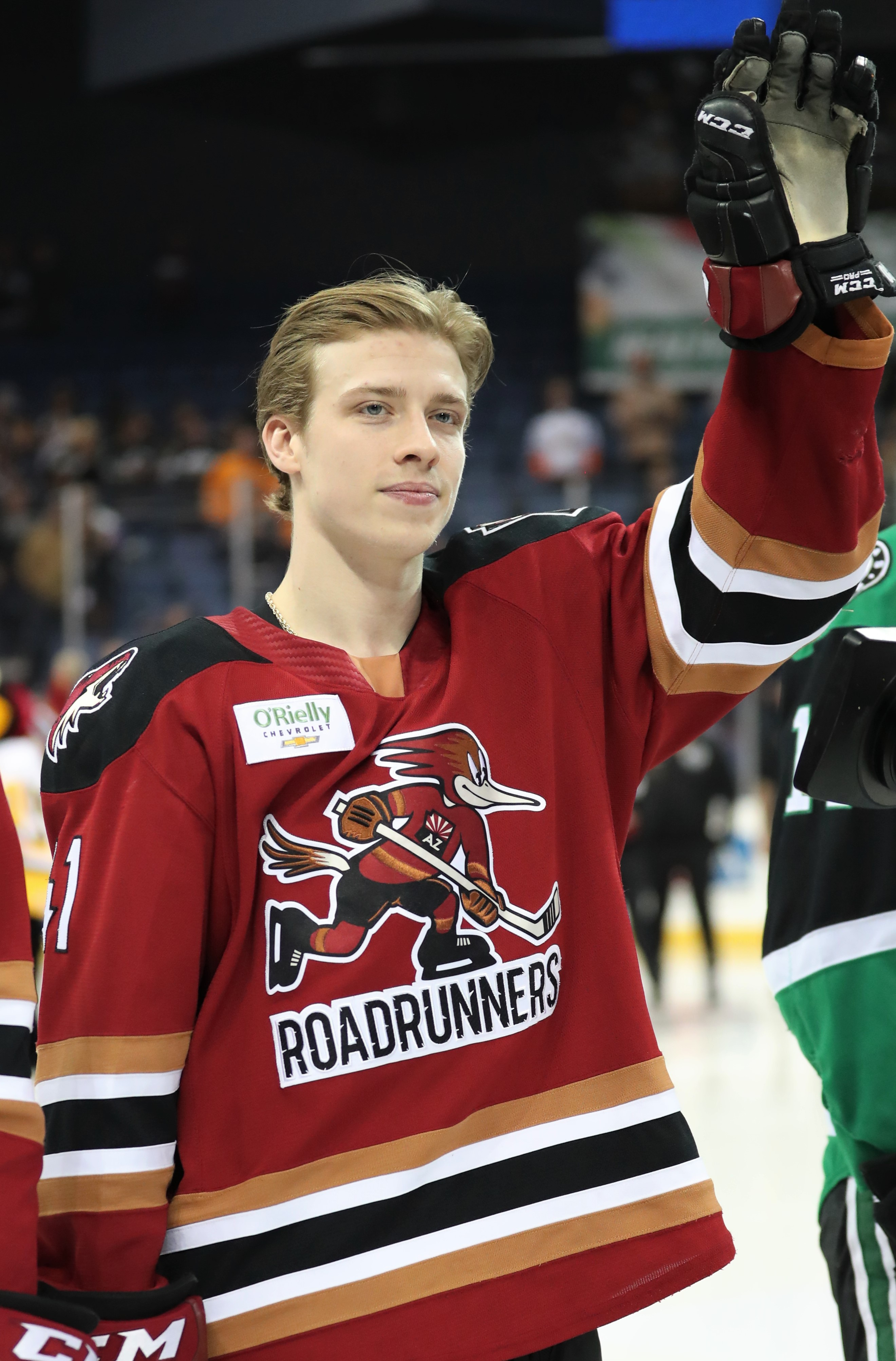
Burke im Trikot der Tucson Roadrunners (2020)

Brayden Burke stammt aus Edmonton und spielte in seiner Jugend auch dort bei den Edmonton Canadians in der Alberta Midget Hockey League. Beim Bantam Draft der Western Hockey League (WHL) im Jahr 2012 wurde Burke in der siebten Runde an 145. Position von den Red Deer Rebels ausgewählt, für die er während der Spielzeit 2013/14 erstmals in der WHL zum Einsatz kam. Saisonübergreifend absolvierte der Außenstürmer jedoch nur drei Spiele für die Red Deer Rebels, bevor er zum Ligakonkurrenten Lethbridge Hurricanes transferiert wurde. In der Saison 2015/16 war Burke Stammspieler bei den Hurricanes, absolvierte 71 Spiele und kam auf 109 Scorerpunkte. Mit 82 Assists wurde er zudem gemeinsam mit Adam Brooks zum besten Torvorbereiter der Liga, sodass er ins WHL East Second All-Star Team gewählt wurde.
Nach schlechten Leistungen während eines Trainingslagers zur Saisonvorbereitung für die Spielzeit 2016/17 wurde Brayden Burke im November 2016 im Tausch für Ryan Bowen an die Moose Jaw Warriors abgegeben. Der General Manager der Hurricanes, Peter Anholt, bezeichnete Burke im Nachhinein als eine „Ablenkung“ für das Team. Mit den Moose Jaw Warriors errang der Flügelstürmer in der Saison 2017/18 die Scotty Munro Memorial Trophy als punktbestes Team der Spielzeit, in den Playoffs schied das Team anschließend im Conference-Halbfinale aus. Er persönlich wurde erneut ins WHL East Second All-Star Team berufen, nachdem er seine Statistik auf 113 Scorerpunkte gesteigert hatte.
Am 1. März 2018 wurde Burke als ungedrafteter Free Agent von den Arizona Coyotes aus der National Hockey League (NHL) unter Vertrag genommen, wo er einen dreijährigen Einstiegsvertrag unterzeichnete. In der Organisation Arizonas kam der Angriffsspieler ab der Spielzeit 2018/19 für die Tucson Roadrunners, das Farmteam der Coyotes, in der American Hockey League (AHL) zum Einsatz. Nach drei Jahren in Tucson und ohne NHL-Einsatz gaben ihn die Coyotes im Juli 2021 samt Tyler Steenbergen an die Los Angeles Kings ab und erhielten im Gegenzug Cole Hults und Bokondji Imama. Die Kings setzten ihn ausschließlich in der AHL bei den Ontario Reign ein, ehe sie ihn im März 2022 im Tausch für Frédéric Allard zu den Nashville Predators transferierten. Dort wurde sein Vertrag im Sommer 2022 nicht verlängert.
Anschließend blieb der Stürmer bis Januar 2023 ohne Verein, ehe er von den Manitoba Moose aus der American Hockey League unter Vertrag genommen wurde. Bereits im Folgemonat verließ er das Team und wechselte erstmals nach Europa, wo sich der Kanadier per Vertrag bis zum Saisonende 2022/23 dem Schweizer Verein EHC Visp aus der zweitklassigen Swiss League anschloss. Dort kam er in den Playoffs zu fünf Einsätzen. Danach verbrachte Burke die Saison 2023/24 bei Rauman Lukko aus der finnischen Liiga. Im April 2024 wurde der abermalige Wechsel des Kanadiers zu den Iserlohn Roosters aus der Deutschen Eishockey Liga (DEL) zur Spielzeit 2024/25 bekannt. Zur Spielzeit 2025/26 schloss sich Burke den Glasgow Clan aus der britischen Elite Ice Hockey League (EIHL) an.

## Erfolge und Auszeichnungen
- 2016 WHL East Second All-Star Team
- 2018 WHL East Second All-Star Team
- 2020 Teilnahme am AHL All-Star Classic

## Karrierestatistik
Stand: Ende der Saison 2023/24
(Legende zur Spielerstatistik: Sp oder GP = absolvierte Spiele; T oder G = erzielte Tore; V oder A = erzielte Assists; Pkt oder Pts = erzielte Scorerpunkte; SM oder PIM = erhaltene Strafminuten; +/− = Plus/Minus-Bilanz; PP = erzielte Überzahltore; SH = erzielte Unterzahltore; GW = erzielte Siegtore; 1 Play-downs/Relegation; Kursiv: Statistik nicht vollständig)